# Stade La Fougère
Le stade La Fougère est une enceinte sportive située à Saint-Vincent-de-Tyrosse, dans les Landes, principalement destinée à la pratique du rugby à XV.
Il fait partie des principaux stades du département des Landes ; il est le siège de l'Union sportive Tyrosse rugby Côte sud.

## Histoire
Le stade de la Fougère est inauguré en 1949.
Il accueille son premier match le 4 décembre de la même année, mais la main courante en béton qui longeait la ligne de touche du terrain s'écroula sur la pelouse et l'UST dut finir la saison au vieux stade Henri-Dangou.
Le stade a accueilli en septembre 2008 un événement pour fêter les 100 ans du rugby à Tyrosse : un match de « gala » pendant lequel l'UST arborait fièrement un maillot noir et blanc comme le fut le premier, un repas de fête, ainsi que l'inauguration d'une stèle étaient au programme. Par ailleurs, un terrain annexe, nommé Furiani, fut créé pour les entraînements ainsi que pour les matchs de l'équipe réserve. Le stade accueille depuis 2006 les matchs de Fédérale 1 de l'UST. S'y tient également le tournoi de l'école du rugby du Pays tyrossais qui met en jeu plusieurs trophées dans les catégories Poussins et Benjamins.

## Présentation
La tribune principale, dessinée par l'architecte Albert Pomade, est érigée avant l'inauguration du stade en 1949.

## Dénomination
Le stade tire son nom de la première école de rugby de Tyrosse, le club de patronage nommé La Fougère, instauré en 1908. Renommé Sport athlétique tyrossais deux ans plus tard, le club fusionne en 1919 avec l'autre association de rugby de la ville, Ralliement, pour donner naissance à l'US Tyrosse. Jusque-là appelé stade municipal, l'édifice porte officiellement ce nom depuis la saison 2000-2001, en hommage à la première école de rugby de la ville.

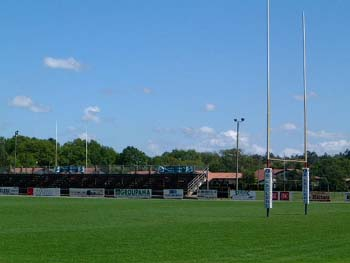
Gradins.
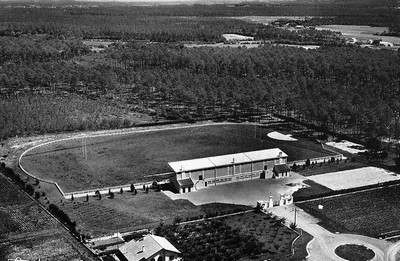
Le stade en 1949 lors de son inauguration.